# Stadio Mubarak di Suez
Il Suez Stadium è uno stadio situato a Suez, Egitto. Lo stadio è stato aperto nel 2009, ha una capacità di 25.000 persone. È stato uno dei 7 stadi che hanno ospitato il Campionato mondiale di calcio Under-20 2009. Il Suez Stadium è stata la sede delle seguenti partite della competizione calcistica citata:
- Stati Uniti 0 - 3  Germania (Gruppo C) il 26 settembre
- Camerun 2 - 0  Corea del Sud (Gruppo C) il 26 settembre
- Corea del Sud -  Germania (Gruppo C) il 29 settembre
- Stati Uniti -  Camerun (Gruppo C) il 29 settembre
- Corea del Sud -  Stati Uniti (Gruppo C) il 2 ottobre
- Uzbekistan -  Inghilterra (Gruppo D) il 2 ottobre
- Vincitore Gruppo C - Terzo Gruppo A,B o F (Ottavi di finale) il 7 ottobre
- Secondo Gruppo B - Secondo Gruppo F (Ottavi di finale) il 7 ottobre
- Vincitore Ottavi di finale 1 - Vincitore Ottavi di finale 2 (Quarti di finale) il 9 ottobre
- Vincitore Ottavi di finale 3 - Vincitore Ottavi di finale 4 (Quarti di finale) il 9 ottobre